# Nastro d'argento alla migliore colonna sonora
Il Nastro d'argento alla migliore colonna sonora è un riconoscimento cinematografico italiano assegnato annualmente dal Sindacato Nazionale Giornalisti Cinematografici Italiani a partire dal 1947.
Il compositore che ha ricevuto questo premio il maggior numero di volte è Ennio Morricone (nove: 1965, 1970, 1972, 1985, 1988, 2000, 2001, 2007, 2013).

## Albo d'oro

### Anni 1940-1949
- 1946: Enzo Masetti - Malìa
- 1947: Renzo Rossellini – Paisà
- 1948: Renzo Rossellini – I fratelli Karamazoff
- 1949: Alessandro Cicognini – Ladri di biciclette

### Anni 1950-1959
- 1950: Roman Vlad per tutte le sue opere
- 1951: Giovanni Fusco – Cronaca di un amore
- 1952: Mario Nascimbene – Roma ore 11
- 1953: Valentino Bucchi – Febbre di vivere
- 1954: Mario Zafred – Cronache di poveri amanti
- 1955: Angelo Francesco Lavagnino – Continente perduto
- 1956: Angelo Francesco Lavagnino – Vertigine bianca
- 1957: Nino Rota – Guerra e pace
- 1958: Nino Rota – Le notti bianche
- 1959: Carlo Rustichelli – L'uomo di paglia

### Anni 1960-1969
- 1960: Mario Nascimbene – Estate violenta
- 1961: Giovanni Fusco – L'avventura
- 1962: Giorgio Gaslini – La notte
- 1963: Piero Piccioni – Salvatore Giuliano
- 1964: Nino Rota – 8½
- 1965: Ennio Morricone – Per un pugno di dollari
- 1966: Armando Trovajoli – Sette uomini d'oro
- 1967: Carlo Rustichelli – L'armata Brancaleone
- 1968: Mario Nascimbene – Pronto... c'è una certa Giuliana per te
- 1969: Nino Rota – Romeo e Giulietta

### Anni 1970-1979
- 1970: Ennio Morricone – Metti, una sera a cena
- 1971: Stelvio Cipriani – Anonimo veneziano
- 1972: Ennio Morricone – Sacco e Vanzetti
- 1973: Guido e Maurizio De Angelis – ...più forte ragazzi!
- 1974: Tony Renis – Blu Gang - E vissero per sempre felici e ammazzati
- 1975: Giancarlo Chiaramello – Orlando furioso
- 1976: Adriano Celentano – Yuppi du
- 1977: Fred Bongusto – Oh, Serafina!
- 1978: Armando Trovajoli – Una giornata particolare
- 1979: Nino Rota – Prova d'orchestra

### Anni 1980-1989
- 1980: Fred Bongusto – La cicala
- 1981: Riz Ortolani – Aiutami a sognare
- 1982: Lucio Dalla e Fabio Liberatori  – Borotalco
- 1983: Angelo Branduardi – State buoni se potete
- 1984: Riz Ortolani – Una gita scolastica
- 1985: Ennio Morricone – C'era una volta in America
- 1986: Tony Esposito – Un complicato intrigo di donne, vicoli e delitti
- 1987: Armando Trovajoli – La famiglia
ex aequo Riz Ortolani – L'inchiesta
ex aequo Giovanni Nuti – Stregati
- 1988: Ennio Morricone – Gli intoccabili
- 1989: Eugenio Bennato e Carlo D'Angiò – Cavalli si nasce

### Anni 1990-1999
- 1990: Claudio Mattone – Scugnizzi
- 1991: Nicola Piovani – La voce della Luna, In nome del popolo sovrano, Il male oscuro e Il sole anche di notte
- 1992: Pino Daniele – Pensavo fosse amore... invece era un calesse
- 1993: Manuel De Sica – Al lupo al lupo
- 1994: Federico De Robertis – Sud
- 1995: Luis Enríquez Bacalov – Il postino
- 1996: Lucio Dalla – Al di là delle nuvole
- 1997: Paolo Conte – La freccia azzurra
- 1998: Nino D'Angelo – Tano da morire
- 1999: Eugenio Bennato – La stanza dello scirocco

### Anni 2000-2009
- 2000: Ennio Morricone – Canone inverso - Making Love
- 2001: Ennio Morricone – Malèna
- 2002: Edoardo Bennato – Il principe e il pirata
- 2003: Nicola Piovani – Pinocchio
- 2004: Paolo Fresu – L'isola
- 2005: Banda Osiris – Primo amore
- 2006: Fabio Barovero, Simone Fabbroni, Negramaro, Roy Paci e Louis Siciliano – La febbre
- 2007: Ennio Morricone – La sconosciuta
- 2008: Paolo Buonvino – Caos calmo
- 2009: Paolo Buonvino – Italians

### Anni 2010-2019
- 2010: Rita Marcotulli – Basilicata coast to coast
- 2011: Negramaro – Vallanzasca - Gli angeli del male
- 2012: Franco Piersanti – Terraferma e Il primo uomo
- 2013: Ennio Morricone – La migliore offerta
- 2014: Pivio e Aldo De Scalzi - Song'e Napule
- 2015: Nicola Piovani – Hungry Hearts
- 2016: Carlo Virzì - La pazza gioia
- 2017: Enzo Avitabile - Indivisibili
- 2018: Pivio e Aldo De Scalzi - Ammore e malavita
- 2019: Nicola Piovani - Il traditore
  - Checco Zalone - Moschettieri del re - La penultima missione
  - Danilo Rea - C'è tempo
  - Enzo Avitabile - Il vizio della speranza
  - Andrea Farri - Il primo re

### Anni 2020-2029
- 2020: Brunori Sas – Odio l'estate (ex aequo) Pasquale Catalano – La dea fortuna (ex aequo)
  - Dario Marianelli – Pinocchio
  - Mauro Pagani – Tutto il mio folle amore
  - Nicola Piovani – Gli anni più belli
- 2021[1][2]:Stefano Bollani - Carosello Carosone
  - Michele Braga - L'incredibile storia dell'Isola delle Rose, Shadows
  - Davide Caprelli - Est - Dittatura Last Minute
  - Andrea Farri, Andrea De Sica - Non mi uccidere
  - Pivio e Aldo De Scalzi - Non odiare
- 2022: Nicola Piovani – Leonora addio e I fratelli De Filippo
  - Michele Braga e Gabriele Mainetti - Freaks Out
  - Lele Marchitelli - È stata la mano di Dio
  - Pivio e Aldo De Scalzi - Diabolik e Il silenzio grande
  - Pasquale Scialò - Ariaferma
- 2023:  Colapesce Dimartino - La primavera della mia vita
  - Stefano Bollani - Il pataffio
  - Franco Piersanti - Siccità, Il sol dell'avvenire
  - Pivio e Aldo De Scalzi - Diabolik - Ginko all'attacco!
  - Teho Teardo - Delta, Orlando
- 2024:  Margherita Vicario e Dade - Gloria!
  - Niccolò Contessa - Enea
  - Andrea Farri - Io capitano
  - Pivio e Aldo De Scalzi - Diabolik - Chi sei?
  - Subsonica - Adagio